# Jonas Lagergren
Jonas Lagergren, född 3 april 1704 i Södra Ljunga församling, Kronobergs län, död 8 augusti 1773 i Karlstorps församling, Jönköpings län, var en svensk präst.

## Biografi
Jonas Lagergren föddes 1704 i Södra Ljunga församling. Han var son till bonden Måns Jönsson och Ingrid Jönsdotter i Läsaryd. Lagergren blev 1717 student i Växjö och 1731 student vid Lunds universitet. Han disputerade 1735 och 1736 vid universitetet. Lagergren prästvigd€s 1737 och avlade magister primus vid universitet. Han blev 1743 komminister i Herråkra församling och 1749 kyrkoherde i Karlstorps församling. 1755 var han respondent vid prästmötet och utsågs 1771 till kontraktsprost i Östra härads kontrakt, men avsade sig sysslan samma år. Lagergren avled 1773 och begravdes bredvid sin fru i kyrkan.

### Familj
Lagergren gifte sig 8 november 1738 med Maria Elisabet Hielm (1715–1771), dotter till kyrkoherden Andreas Hielm i Algutsboda församling och Brita Holmingia. De fick tillsammans barnen komministern Anders Magnus Lagergren (född 1746) i Lemnhults församling, Brita Ulrica Lagergren (född 1750) som var gift med komministern Jonas Olsson i Växjö, Maria Helena Lagergren (1752–1752), Gustava Eleonora Lagergren (1753–1814) som var gift med mönsterskrivaren H. G. Sjöbeck, Carl Johan Lagergren (1757–1757) och kyrkoherden Jonas Johannes Lagergren i Tofteryds församling.